# Ricardo Santos (futebolista)
Ricardo Alexandre Almeida Santos (Almada, 18 de junho de 1995) é um futebolista português que atua como defesa-central. Atualmente joga no Bolton Wanderers.

## Carreira
Santos jogou na formação do Dagenham & Redbridge, tendo sido convocado 1 vez pela equipa principal antes de ser dispensado. Após uma passagem pelo Dover Athletic, em que nunca chegou a jogar, foi contratado pelo Thurrock, treinado por Mark Stimson. Após impressionar nas 24 partidas que disputou pelo clube da Isthmian League, em fevereiro de 2014 Santos assinou um contrato de 3 anos e meio pelo Peterborough United, treinado por Darren Ferguson, a troco de 8 mil libras. Estreou-se na League One a 3 de maio, num empate por 0–0 com o Port Vale. Santos estreou-se a marcar pelo clube através de um golo nos minutos finais de uma vitória por 2–1 sobre o Doncaster Rovers, a 19 de março de 2016.
A 1 de janeiro de 2017, Santos assinou pelo Barnet a troco de 100 mil libras. Estreou-se pelo clube no dia seguinte, numa vitória por 1–0 sobre o Plymouth Argyle. Após 2 temporadas e meia com o clube, em que marcou 6 golos em 92 partidas, Santos deixou o Plymouth no final da época 2019–20.

### Bolton Wanderers
A 3 de agosto de 2020, Santos assinou um contrato de 2 anos com o Bolton Wanderers. Estreou-se no primeiro jogo da temporada, a 5 de setembro, uma derrota por 2–1 frente ao Bradford na 1ª ronda da Taça da Liga Inglesa. A 1 de março de 2021, Santos renovou contrato com o Bolton até ao fim da época 2022–2023. Em fevereiro 2021, Ricardo foi nomeado Jogador do Mês da League Two. A 21 de maio de 2021, após o Bolton conquistar a subida direta à League One, Santos foi eleito Jogador do Ano do Bolton Wanderers para a temporada 2020-21. Além disso, foi selecionado para o Melhor XI do Ano da League Two, juntamente com o colega de equipa Eoin Doyle.
A 22 de outubro de 2021, após a saída de Antoni Sarcevic para o Stockport County, Santos foi escolhido pelo treinador Ian Evatt para novo capitão do Bolton. Foi novamente selecionado para o Melhor XI do Ano, desta vez da League One, na temporada 2021–22. A 26 de maio de 2022, Santos renovou contrato por 3 anos com o Bolton Wanderers, até ao final da época 2024–2025.
A 11 de fevereiro de 2023, Santos estreou-se a marcar pelo Bolton, bisando numa vitória por 5–0 sobre o seu antigo clubePeterborough United, no 5000º jogo do Bolton na liga. A 2 de abril, Santos foi titular na final do Troféu EFL de 2023, em que o Bolton venceu o Plymouth Argyle por 4–0. Pela terceira época consecutiva, Santos foi selecionado para o Melhor XI do Ano da temporada 2022–23.

## Estatísticas de Carreira
- Atualizado até 19 de maio de 2023

| Clube                  | Temporada         | Liga                               | Liga  | Liga  | Taça de Inglaterra | Taça de Inglaterra | Taça da Liga Inglesa | Taça da Liga Inglesa | Outros | Outros | Total | Total |
| Clube                  | Temporada         | Divisão                            | Jogos | Golos | Jogos              | Golos              | Jogos                | Golos                | Jogos  | Golos  | Jogos | Golos |
| ---------------------- | ----------------- | ---------------------------------- | ----- | ----- | ------------------ | ------------------ | -------------------- | -------------------- | ------ | ------ | ----- | ----- |
| Dagenham & Redbridge   | 2012–13           | League Two                         | 0     | 0     | 0                  | 0                  | 0                    | 0                    | 0      | 0      | 0     | 0     |
| Billericay Town (emp.) | 2012–13           | Conference South                   | 4     | 0     | —                  | —                  | —                    | —                    | —      | —      | 4     | 0     |
| Thurrock               | 2013–14           | Isthmian League Division One North | 19    | 1     | 2                  | 0                  | —                    | —                    | 2      | 0      | 23    | 1     |
| Peterborough United    | 2013–14           | League One                         | 1     | 0     | —                  | —                  | —                    | —                    | 0      | 0      | 1     | 0     |
| Peterborough United    | 2014–15           | League One                         | 24    | 0     | 1                  | 0                  | 1                    | 0                    | 0      | 0      | 26    | 0     |
| Peterborough United    | 2015–16           | League One                         | 37    | 1     | 4                  | 0                  | 1                    | 0                    | 1      | 0      | 43    | 1     |
| Peterborough United    | 2016–17           | League One                         | 1     | 0     | 1                  | 0                  | 1                    | 0                    | 2      | 0      | 5     | 0     |
| Peterborough United    | Total             | Total                              | 63    | 1     | 6                  | 0                  | 3                    | 0                    |        | 0      | 75    | 1     |
| Barnet                 | 2016–17           | League Two                         | 15    | 2     | 0                  | 0                  | 0                    | 0                    | 0      | 0      | 15    | 2     |
| Barnet                 | 2017–18           | League Two                         | 42    | 3     | 1                  | 0                  | 2                    | 0                    | 2      | 0      | 47    | 3     |
| Barnet                 | 2018–19           | National League                    | 5     | 0     | 0                  | 0                  | —                    | —                    | 0      | 0      | 5     | 0     |
| Barnet                 | 2019–20           | National League                    | 22    | 1     | 2                  | 0                  | —                    | —                    | 3      | 0      | 27    | 1     |
| Barnet                 | Total             | Total                              | 84    | 6     | 3                  | 0                  | 2                    | 0                    | 5      | 0      | 94    | 6     |
| Bolton Wanderers       | 2020–21           | League Two                         | 46    | 0     | 1                  | 0                  | 1                    | 0                    | 0      | 0      | 48    | 0     |
| Bolton Wanderers       | 2021–22           | League One                         | 37    | 0     | 2                  | 0                  | 1                    | 0                    | 3      | 0      | 43    | 0     |
| Bolton Wanderers       | 2022–23           | League One                         | 30    | 3     | 1                  | 0                  | 1                    | 0                    | 7      | 0      | 39    | 3     |
| Bolton Wanderers       | Total             | Total                              | 113   | 3     | 4                  | 0                  | 3                    | 0                    | 9      | 0      | 130   | 3     |
| Total de Carreira      | Total de Carreira | Total de Carreira                  | 283   | 11    | 15                 | 0                  | 8                    | 0                    | 19     | 0      | 326   | 11    |

1. ↑  Jogos no FA Trophy
2. 1 2 3 4  Jogo(s) no EFL Trophy
3. ↑  1 jogo no FA Trophy, 2 jogos nos play-offs da National League
4. ↑  5 jogos no EFL Trophy, 2 jogos nos play-offs da League One

## Títulos
Bolton Wanderers
- 3º lugar na League Two (promoção): 2020–21[26]
- EFL Trophy: 2022–23[22]

Individual
- Jogador do Mês da League Two: fevereiro de 2021[15]
- XI do Ano da League One: 2022–23[23]
- XI do Ano da PFA: 2020–21 (League Two),[27] 2021–22 (League One)[19]
- Jogador do Ano do Bolton Wanderers: 2020–21[16]